# Kanton Vouillé
Kanton Vouillé (fr. Canton de Vouillé) je francouzský kanton v departementu Vienne v regionu Poitou-Charentes. Skládá se ze 14 obcí.

## Obce kantonu
- Ayron
- Benassay
- Béruges
- Chalandray
- La Chapelle-Montreuil
- Chiré-en-Montreuil
- Frozes
- Latillé
- Lavausseau
- Maillé
- Montreuil-Bonnin
- Quinçay
- Le Rochereau
- Vouillé